# Beukenhorst (bedrijventerrein)
Beukenhorst is de naam voor van oorsprong vier bedrijventerreinen gelegen aan de rand van het centrum van Hoofddorp in de gemeente Haarlemmermeer.
Beukenhorst was van oorsprong de naam van een boerderij gebouwd rond 1871 die door de gemeente in 1960 voor ƒ 3,50 per vierkante meter werd gekocht. Oorspronkelijk wilde de gemeente hier woningen realiseren, maar de provincie verbood dat vanwege de geluidsoverlast van Schiphol. Kantoren werden wel toegelaten. Eind jaren 70 werd de boerderij gesloopt en werd begonnen met de eerste ontwikkelingen. Midden jaren 80 werden de eerste panden gebouwd en in gebruik genomen. Het gebied werd vernoemd naar de voormalige boerderij.

## Beukenhorst-Zuid
Beukenhorst-Zuid is het grootste gebied en gelegen achter het NS station Hoofddorp en de Rijnlanderweg. Dit bedrijventerrein ligt strategisch in de driehoek Amsterdam, Haarlem en Leiden. Beukenhorst-Zuid focust zich op een duurzaam karakter en wordt gekenmerkt door veel groen en duurzame, moderne kantoorpanden. Dit terrein is sinds 2006 in ontwikkeling en dient als vervanging van het verouderde Beukenhorst-Noord en West die tot woonwijken worden omgebouwd. In het midden van Zuid loopt de Taurus Avenue, een functionele as met een centrale positie in de ontsluiting van het gebied. Daarnaast loopt een deel van de Geniedijk achter de kantoren op Zuid, onderdeel van de Stelling van Amsterdam, onderdeel van UNESCO.
Beukenhorst-Zuid wordt gekenmerkt door twee wolkenkrabbers, respectievelijk de Zuidtoren en Pharos. De Zuidtoren is geopend in 2003 en bevindt zich aan de achterkant van station Hoofddorp. De toren heeft 19 etages en is 75 meter. Pharos ligt aan de voorkant van het NS-station en is 80 meter hoog. Het kantoorgebouw heeft 20 etages en is ook geopend in 2003. In 2021 heeft deze toren een grondige renovatie en verbouwing gehad waarbij de voorgevel is verbouwd.
In Beukenhorst-Zuid zijn o.a. de Europese hoofdkantoren van Omron, L'Oréal, The Walt Disney Company, FedEx en Schneider gevestigd. Ook bevindt zich hier een vestiging van Novotel. 
Sinds april 2022 is de gemeente Haarlemmermeer gevestigd in Beukenhorst-Zuid in het voormalige hoofdkantoor van Dura Vermeer aan de Taurusavenue. Door de sloop van het raadhuis in het centrum van Hoofddorp zijn de gemeente en het gemeentebestuur tijdelijk verhuist naar deze locatie. Het is de bedoeling dat de gemeente in 2029 naar een nieuw gemeentehuis terug verhuist in het centrum. 
Beukenhorst-Zuid ligt samen met Beukenhorst-West deels in de ontwikkeling van Spoorzone, een nieuw te ontwikkelen gebied rondom het station van Hoofddorp waar de gemeente Haarlemmermeer 10.000 woningen wilt bouwen. Het grootste deel van de woningen komt in Stationskwartier en Graan voor Visch Zuid. Hierbij zou een groot gedeelte van de Van Heuven Goedhartlaan gesloten worden voor autoverkeer. 

## Beukenhorst-Oost
Beukenhorst-Oost is een gebied dat naast de Kruisweg is gelegen en kenmerkt zich door kantoorgebouwen uit de bouwperiode van midden/eind jaren 90 tot circa 2004. Beukenhorst-Oost beslaat zo'n 30 hectare. Beukenhorst-Oost heeft een R-net bushalte voor lijnen 300 en 397 en een grote BP tankstation met wasstraat en autoverhuur. Het voormalige hoofdkantoor van Sanoma Media was hier gevestigd, tegenwoordig zit hier DPG media. Ook stond hier het voormalige hoofdkantoor van Buma Stemra. Deze zijn in 2020 verhuist naar Beukenhorst-Noord. Het terrein grenst aan Beukenhorst-Zuid en is daardoor net als Zuid gelegen aan de A4 tussen Amsterdam en Den Haag.

## Beukenhorst-Noord
Beukenhorst-Noord is een kleiner bedrijventerrein gelegen naast de kruising van de Van Heuven Goedhartlaan en de Weg om de Noord. Beukenhorst-Noord kenmerkte zich voornamelijk door laag gebouwde kantoorpanden uit de bouwperiode begin en midden jaren 90. In 2015 is het merendeel van de kantoorpanden gesloopt en vervangen door woonhuizen waardoor het bedrijventerrein grotendeels getransformeerd is tot woonwijk. Op de hoek direct naast de Weg om de Noord bevindt zich enkel nog Het Holland Office Center bestaande uit vijf kleinschalige kantoorgebouwen, voorzien van een binnentuin met terras en vijver, en gezamenlijke vergaderfaciliteiten. 

## Beukenhorst-West
Beukenhorst-West is een grotendeels voormalig bedrijventerrein. Dit bedrijventerrein biedt voornamelijk plaats aan hoogbouw en is gelegen tussen het stadspark en tegenover de centrale ingang van het NS station Hoofddorp. Het bedrijvenpark valt formeel onder het gebied Stadscentrum Hoofddorp. 
Beukenhorst-West bestaat uit ruim 37 hectare en had een capaciteit van 130.000 m² kantoorvloeroppervlak. Beukenhorst-West was primair bestemd voor (inter)nationale hoofdkantoren. Op Beukenhorst waren in het verleden o.a. Microsoft, Tektronix, Tandem Computers, Hertz, Heidemij en Canon gevestigd.
Beukenhorst-West wordt sinds 2021 opnieuw ontwikkeld, waarbij vergroening en verduurzaming een belangrijke rol spelen. Het bedrijventerrein zal tegenover het station plaats bieden aan kantoren en winkels voor voornamelijk lokaal en regionaal opererende bedrijven. Daarnaast komen er verschillende horecagelegenheden en verschillende voorzieningen als bijvoorbeeld een fitnesscentrum. De grote kantoorpanden die zich bevinden aan de Kruisweg worden gesloopt en vervangen door flatgebouwen voor de nieuwbouwwijk Hyde Park, de nieuwe naam voor dit gebied van Beukenhorst-West. In totaal worden hier 3.800 appartementen gebouwd. Hyde Park wordt in fases gebouwd. De oude, leegstaande kantorenpanden worden gesloopt en op deze plek komen nieuwe woningen. De verwachting is dat de bouw van Hyde Park in 2029 af is.
In 2012 zijn de voormalige kantoorpanden van de Douane omgebouwd tot woningen. In 2020 vestigde BumaStemra zich in West.